# 2014 في فنلندا
فيما يلي قوائم الأحداث التي وقعت خلال عام 2014 في فنلندا.

## سياسة

### تعيين في المنصب
- 24 يونيو – ألكسندر ستوب رئيس وزراء فنلندا.

### انتهاء فترة المنصب
- 6 يونيو – يوتا أوربيلاينن وزير المالية [الإنجليزية]‏.
- 23 يونيو – ألكسندر ستوب Minister for European Affairs and Foreign Trade  [لغات أخرى]‏.
- 24 يونيو – يوركي كتاينن رئيس وزراء فنلندا،عضو برلمان فنلندا  [لغات أخرى]‏.
- 2 سبتمبر – ماري كيفينييمي عضو برلمان فنلندا  [لغات أخرى]‏.

## أفلام
من الأفلام التي صدرت هذه السنة في فنلندا:
- 5 سبتمبر – اللعبة الكبيرة من إخراج Jalmari Helander [الإنجليزية]‏.
- 9 نوفمبر – بيكاس من إخراج كارزان قادر [الإنجليزية]‏.

## برامج ومسلسلات وأنمي
- أنغري بيردز

## وفيات

### سبتمبر
- 17 سبتمبر – بيتر فون باغ (مواليد 1943)